# Раса (индуизм)
Ра́са (IAST: rāsa букв. «сок растений»; в переносном смысле «лучший, сильнейший») — санскритское богословское понятие, используемое в традициях Кришна-бхакти, в частности в гаудия-вайшнавизме.
Термин использовался по крайней мере за 2 тыс. лет до кришнаитских учителей Нимбарки и Чайтаньи, во фразе «Веданта-сутры», которую часто цитируют последователи Чайтаньи: «Воистину, Господь есть раса» (raso vai sah). В этом ведийском афоризме Бог представляется как верховный наслаждающийся духовной расой или духовным блаженством, духовными эмоциями. В XVI веке гаудия-вайшнавский богослов Рупа Госвами под непосредственным руководством Чайтаньи сформулировал богословие расы: «определённые взаимоотношения души с Богом в любви и преданности».
Тексты Рупы Госвами в основном базируются на теории расы, сформулированной основоположником санскритской драматургии, или «Натьяшастры» (которая предположительно датируется II веком до н. э.) Эти взаимоотношения с Богом в духе любви и преданности, раса, очень близки к различным вариациям любовных чувств, испытываемых людьми друг к другу. 
раса возникает от слияния различных чувств (Натьяшастра)
Расы делятся на низшие и высшие. В «Бхагавадгите» (11.44) Арджуна упоминает три наиболее возвышенные расы — супружеские, дружеские и родительские взаимоотношения.

## Раса в гаудия-вайшнавизме
В гаудия-вайшнавизме понятие раса представляет собой многообразие духовных отношений живого существа и Кришны. Наиболее полно учение о расе представлено в труде «Бхакти-расамрита-синдху» («Океан бессмертного нектара бхакти») Рупы Госвами и «Чайтанья-чаритамрите» — работе Кришнадасы Кавираджи Госвами. Бхактиведанта Свами Прабхупада написал литературное изложение «Бхакти-расамрита-синдху», в котором понятие раса определяется как «определённые взаимоотношения, вкус которых очень сладок». Основное отличие расы «любовного преданного служения Богу», или бхакти-расы, от материальных взаимоотношений состоит в том, что она рассматривается как вечная, а её полнота, глубина и многообразие сравниваются с океаном. Говорится, что «нектары рас, вкушаемые различными бхактами, многообразны, однако все эти сладостные расы имеют ашраю („воспринимающий“ — сам индивидуум) и вишаю („объект восприятия“ — Кришна)».
Понятие расы также широко используется в индийском искусствоведении. Согласно одной из точек зрения, учение о расах в традиции гаудия-вайшнавизма было заимствовано из античной индийской поэзии и драматургии. Однако отмечается существенное метафизическое содержание этого понятия в учении гаудия-вайшнавизма, отвечающее сиддханте (основному выводу) классических ведийских текстов. Так, в «Тайттирия-упанишаде» Брахман определяется как раса ваи сах («Он определённо является источником расы»). В комментаторской традиции гаудия-вайшнавизма (Рупа Госвами, Джива Госвами, Вишванатха Чакраварти) выделены двенадцать рас:
- пять основных:
  - шанта — нейтральные отношения
  - дасья — отношения служения
  - сакхья — дружеские отношения
  - ватсалья — родительские отношения
  - мадхурья — супружеские отношения
- и семь дополнительных:
  - хасья — смех
  - адбхута — изумление
  - вира — доблесть
  - каруна — сострадание
  - раудра — гнев
  - бибхатса — ревность
  - бхая — испуг

Согласно учению гаудия-вайшнавизма, полная реализация этих взаимоотношений возможна только на уровне мокши. Упрощённое перенесение материальных, а также безличных представлений в область духовного бытия определяется понятием раса-бхаса («искажение», «имитация» взаимоотношений), а соответствующие учения — сахаджия. Материальное восприятие мира, в определённом смысле, также можно рассматривать как раса-бхасу, как искажение первоначального духовного восприятия, сосредоточенного на личности Бога, эгоцентрической установкой дживы. Как материальный мир сравнивается с баньяновым деревом, корни которого расположены вверху, а ствол и ветви — внизу, подобно отражению реального дерева в воде, так и материальный «вкус» рассматривается как искажённое отражение истинного «вкуса», формируемое соприкосновением живого существа с гунами материальной природы: добродетелью (саттва), страстью (раджас) и невежеством (тамас).